# 사목구 성당
사목구 성당(司牧區 聖堂, 영어: parish church, parochial church)은 기독교의 기본 행정단위인 사목구의 종교적 중심지 역할을 하는 성당이다.
로마 가톨릭이 뿌리내린 유럽의 국가들에서는 농촌 지역에서 사목구 성당이 지역 사회의 생활에서 가장 기본적인 역할을 맡고 있다. 이러한 성당 건물은 사목구 성당의 이러한 위치를 반영하고 있으며, 양식이나 크기가 매우 다양하며, 유럽에 있는 여러 마을에는 건축 시기가 중세 이전까지 거슬러 올라가는 성당들도 있다.
대한민국의 천주교회에서는 본당(本堂)이라는 용어를 쓴다.

## 같이 보기
- 성당
- 교회당